# Humanisme évolutif
 (avril 2023).
Si vous disposez d'ouvrages ou d'articles de référence ou si vous connaissez des sites web de qualité traitant du thème abordé ici, merci de compléter l'article en donnant les références utiles à sa vérifiabilité et en les liant à la section « Notes et références ».
Pour les articles homonymes, voir Humanisme (homonymie).

"Happy human" ou "Happy man", logo de l'"International Humanist and Ethical Union (IHEU)"

L'humanisme évolutif est un courant de libre pensée situé entre la philosophie, l'épistémologie et l'anthropologie. Il regroupe diverses écoles telles que l'écologie humaniste, la philosophie de l'évolution et l'humanisme environnemental. Il se veut également un courant culturel ayant une influence dans la société.

## L’humanisme évolutif (Philosophie de l'évolution)
Le courant philosophique désigné sous l'appellation de philosophie de l'évolution se développe depuis les années 1970 par l'écologie humaniste (appelé aussi humanisme environnemental, ou évolutif) et par l’école néo-darwinienne. On y traite de l’évolution prospective du vivant complexe dans l’environnement universel, analysée à travers son expression culturelle humaine.
Ce courant se distingue nettement de l'humanisme évolutionniste quasi religieux prôné par Julian Huxley, notamment lors du congrès fondateur de l'IHEU (Union internationale éthique et humaniste) en 1952.
Plus loin que le simple évolutionnisme scientifique (notamment néo-darwinien, développé par Richard Dawkins et Stephen Jay Gould), l’humanisme évolutif s’interroge sur la nécessité pour l’homme de l'adaptation permanente conjointe de son organisme et de sa pensée pour se développer dans l’environnement universel. Et de là, sur le rapport relativisé à la croyance et à l'incertitude, parce que les idées humaines évoluent et se transforment, comme pour ses qualités physiques, dans un processus universel d'évolution et d'amélioration adaptative dans l’environnement. Mais on n’y présuppose pas de déterminisme, génétique ou culturel, on se réfère à l’interactivité et à la réactivité évolutive, en bonne partie aléatoire, du vivant avec son milieu. Selon la formule de Marc Carl, « l’homme doit nécessairement apprendre à gérer l'apparence insuffisante et l’incertitude de l'information pour s'adapter et se développer, dans ses interactions relationnelles avec son environnement, tant physiquement que culturellement ». Dans un environnement universel encore inconnu à plus ou moins 90 %, cette réflexion évolutive essaie donc de ne pas s'enfermer dans des schémas et dans des réponses prématurés. Elle incite à de l’humilité dans les propositions, et à de l’audace intuitive dans les investigations.
En suivant ce fil, on distingue une pensée humaniste sous-jacente qui incite l'être humain à prendre en main volontairement son destin en interaction prudente avec son environnement, sachant que la pensée humaine est l'une des manifestations les plus impactantes du vivant connu en tant qu'agent de transformation de l'environnement, et désormais pas seulement de l'environnement terrestre.
En termes de philosophie de l'évolution, la pensée collective organisée de l'humanité, et plus généralement sa culture évolutive, apparaît comme la clé du développement de l'espèce dans son environnement universel, et la clé d'une modification interactive possiblement importante, à terme, de cet environnement. C’est une démarche essentiellement prospective.
Ce mouvement culturel semble avoir émergé parce que le concept d’adaptation évolutive permanente, ne pouvant plus être apprécié par ses seuls aspects scientifiques, a pris aussi une dimension métaphysique (dans un sens de recherche de l’essence de l’être humain), qui pousse désormais à analyser l’évolution humaine, agent intelligent potentiellement modificateur de l’environnement, en termes philosophiques. L’ensemble des possibles et des risques de cette évolution, non déterministe à cause de son inscription dans un système dynamique vivant complexe, donne un sens nouveau à l’existence et à la destinée humaine. Et le simple fait de s’engager dans une telle réflexion ouvre une voie philosophique dans laquelle des esprits curieux ne pouvaient manquer d'avancer tôt ou tard, une voie qui repose sur une métaphysique régénérée, incitant à reprendre de manière évolutive la conception originale d’Aristote sur la physis et sa substance, pour en rechercher avec des outils conceptuels modernes l’essence et le sens. Pour sa part, le paysagiste et théoricien du jardin Gilles Clément renoue avec la conception initiale de l'utopie tel que formulée par son auteur Thomas More. Quelquefois réduite à une définition péjorative comparable à la notion de chimère, l'utopie a pourtant une composante positive irréductible au chimérique, c'est une « construction mentale à partir de laquelle se définit le projet et sur laquelle il s'appuie ». L'utopie, comme vecteur de sens, est pôle du devenir et de l'évolution qui sont sous-tendus par des conditions physiques et participe ainsi au dynamisme de la nature (physis) ainsi qu'à son histoire.

## L’écologie humaniste (Humanisme environnemental)

Logo international de l'écologie humaniste

Appuyé sur la philosophie de l’évolution, ce courant international en émergence depuis les années 1970 exprime un humanisme évolutionniste prolongeant la tradition naturaliste des philosophes grecs antiques. L'écologie humaniste incite à mieux comprendre et situer la place et le destin de l'humanité dans son environnement en évolution permanente. La destinée humaine y est mise en perspective dans un contexte universel où beaucoup de choses restent à comprendre.
Parce qu’elle incite chaque être humain à une auto-responsabilisation devant sa conscience, on peut aussi définir l’écologie humaniste comme une volonté de responsabilisation éthique de l’humanité civilisée, favorisant son amélioration permanente et son bonheur, en interaction constructive avec son environnement évolutif, de manière profitable autant à l’être humain en particulier qu’à l’espèce humaine en général, en symbiose commune dans leur biotope local et global en évolution. Cela porte à optimiser la société humaine dans ses propres interactions et dans ses interactions avec son biotope, notamment en préservant l’équilibre planétaire terrestre. Cette nécessité de solidarité de l’ensemble de l’espèce humaine pour préserver son environnement et son meilleur développement dans cet environnement, a inspiré une expression politique particulière d’écologie humaniste, reprise notamment par des chefs d'État tels que Jacques Chirac (France) ou Mohammed VI (Maroc) dans les grandes assemblées de l’ONU.

## L’évolution et sa relativisation
L’écologie humaniste veut favoriser l’adaptation permanente et le meilleur développement possible de l’humanité, et de l’être humain, dans un environnement universel incertain et en évolution permanente, avec suffisamment d'ouverture pour considérer tous les possibles. Dans la conception écologiste humaniste, il est vain de vouloir figer dans des choix et dans des schémas culturels arbitraires l’équilibre apparent et le devenir supposé d’un moment de l’évolution. L’adaptation évolutive permanente est nécessaire, autant biologiquement que pour la pensée. Cela nécessite une grande relativité et une grande prudence dans les analyses. Selon cette conception, pour l'intellect humain, toute représentation est du domaine de la croyance, compte tenu de l'incertitude de la relation de l'homme à l'univers, et de l'imperfection naturelle de ses sens pour représenter son environnement et ses interactions avec cet environnement, le réel perçu par l'homme n'étant qu'une représentation du réel, particulière à l'espèce humaine. L'écologie humaniste admet ce rapport relativisé à la croyance, mais en réfute les formes définitives et enfermantes, réductrices, sachant qu'aucune vérité ne peut être définitive pour l'esprit humain sans contrarier sa nécessité évolutive naturelle. Cette école de pensée admet donc le fait de croire au présent faute de mieux, mais en prenant soin de vérifier et d'actualiser en permanence ce qu'on croit.